# Hermann Strauss (Kaufmann)

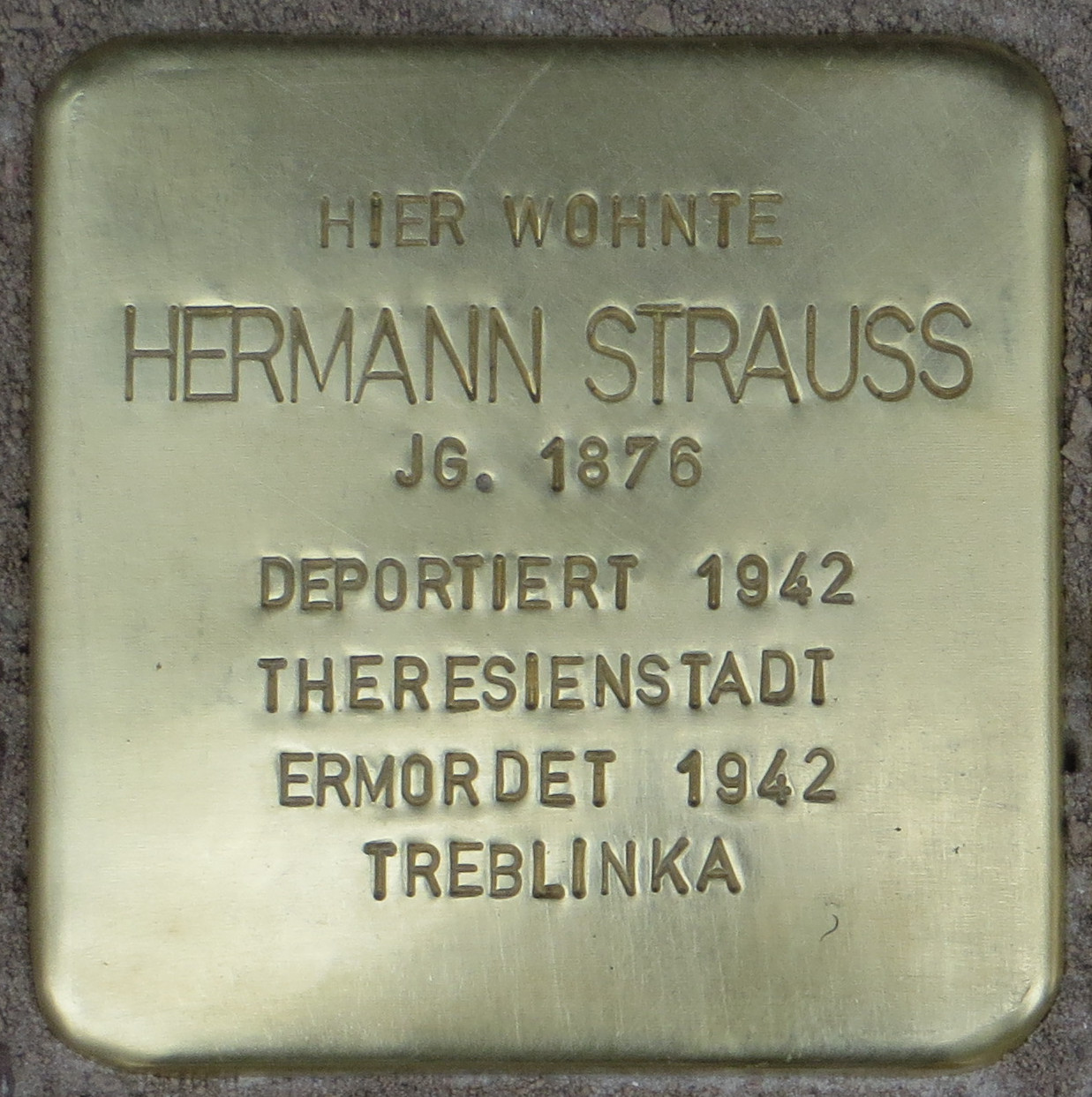
Stolperstein für Hermann Strauss in Witten

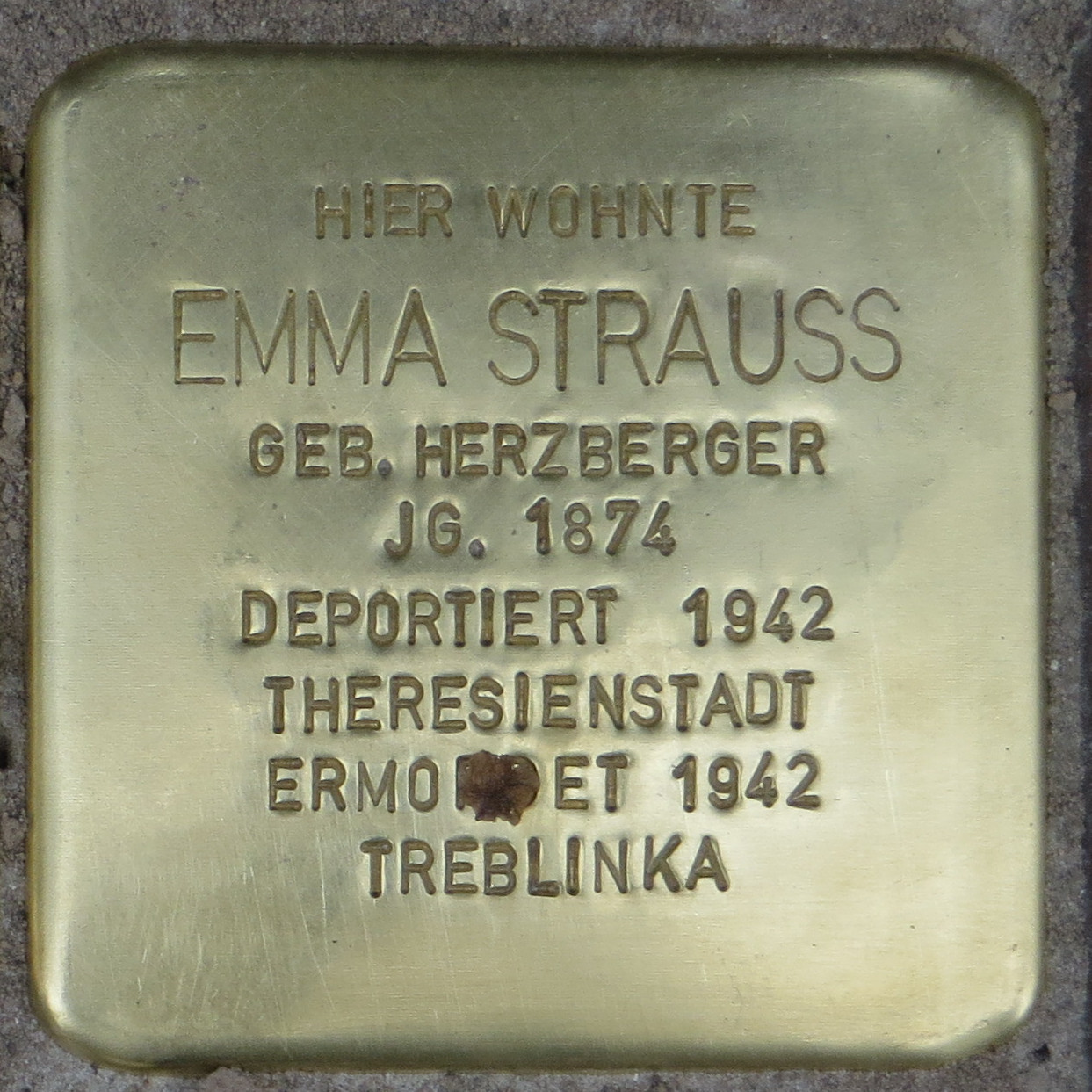
Stolperstein für Emma Strauss in Witten

Hermann Strauss (geboren 22. September 1876 in Elberfeld; gestorben 1942 in Treblinka) war ein Kaufmann und Vorsitzender der jüdischen Gemeinde in Witten.
Er und seine Frau Emma geb. Herzberger (geboren am 7. Juni 1874) wurden zunächst in das so genannte Judenhaus an der Hauptstraße 63 in Dortmund gebracht als eines von mehreren Dutzend solcher Häuser in Dortmund. Sie wurden im Juli 1942 nach Theresienstadt deportiert (Transport X/1, No. 783 und 784, 30. Juli 1942, Dortmund nach Terezín), dann im September 1942 nach Treblinka transportiert (Transport Bq, No. 1104 und 1105, 23. September 1942, Terezín nach Treblinka) und dort ermordet. An anderer Stelle wird ein weiterer Transport ins Ghetto Minsk vermutet. Beide wurden von der Stadt Witten 1950 für tot erklärt.
An der Stelle, wo sie lebten, an der Beethovenstraße 7, erinnern seit dem 4. April 2014 Stolpersteine. Die anderen dort genannten Namen sind Julius und Margarete Stern.